# Pierre Levée (Janville-sur-Juine)
La Pierre Levée, appelée aussi dolmen de Janville ou dolmen de Pocancy, est située à Janville-sur-Juine dans le département français de l'Essonne.

## Historique
Le dolmen n'a été découvert que vers 1850-1860 lors de la récupération des pierres qui le recouvraient afin d'empierrer les chemins. Toutefois, dans la mesure où le champ où est situé le dolmen s'appelle le « Champtier de la Pierre Levée » dans la cadastre napoléonien et qu'il existe un lieu-dit proche dénommé Sous La Pierre Levée, il est vraisemblable que le monument ne fut pas toujours dissimulé aux regards dans le passé. Selon E. Delessard, vers 1860, les cultivateurs locaux entreprirent de creuser la chambre pour en abaisser le sol afin de se constituer un abri. A cette occasion, ils dispersèrent le contenu de la chambre dans les champs environnants. En 1880, Delessard fouilla ce qui restait de la couche archéologique et adressa son rapport à Gabriel de Mortillet. La Société préhistorique française devint propriétaire du site au début du XXe siècle. Le dolmen fit l’objet d’un premier classement au titre des monuments historiques en 1889 puis d'un second classement en 1949.

## Description
C'est un dolmen simple orienté est-ouest, ouvrant à l'est. En façade, une dalle dressée et une seconde au sol correspondent peut-être aux vestiges d'un portique, ce qui classerait alors le dolmen parmi les dolmens de type angevin. 
La chambre est de forme rectangulaire, elle mesure 4,30 m de longueur sur 2,40 m à 2,65 m de largeur et 1,70 m à 1,90 m de hauteur. Elle est délimitée par un seul orthostate côté sud (4,65 m de long sur 1,75 m à 1,90 m de haut) qui pèse environ 8,50 t. Le côté nord est constitué de quatre petites dalles (1,25 m de long pour 1,55 m à 1,70 m de hauteur en moyenne). Le chevet est composé de deux dalles de 1,25 m de large chacune,  pour respectivement 1,50 m et 1,15 m de hauteur, l'espace laissé libre sous la table de couverture devait vraisemblablement être comblé par de petits blocs à l'origine. La chambre n'est recouverte que d'une seule table de couverture (4,70 m sur 4 m pour une épaisseur d'environ 0,50 m) dont le poids est estimé à 16 t. Selon les cultivateurs qui vidèrent la chambre, il semble que le sol de la chambre était recouvert d'un lit de galets, qui auraient pu provenir de la Juine distante d'environ 750 m, portant des traces de combustion.
L'antichambre est totalement ruinée. Selon Adrien de Mortillet, elle aurait été délimitée par deux orthostates dont l'un est encore debout, côté nord, et l'autre renversé en travers de l'entrée, côté sud. L'antichambre aurait ainsi mesuré environ 1,15 m de long sur 1,40 m de large pour 1,20 m de hauteur. L'ensemble aurait été recouvert d'une seule table de couverture désormais brisée et dont il demeure un fragment en avant de l'édifice au sol.
Toutes les dalles de l'édifice sont en grès, dit de Fontainebleau, dont il existe des affleurements à moins de 200 m du dolmen. L'amas de pierres qui recouvrait l'édifice jusque vers 1850-1860 correspondrait probablement à une partie du tumulus d'origine complété au fil du temps par l'amoncellement des pierres issues des travaux d'épierrement des champs attenants.

## Gravures
Des rainures visibles sur l'arrière de la table de couverture, qui furent interprétées par Delessard comme les sillons d'un polissoir, correspondent plus vraisemblablement, vu leur taille et leur disposition, à des gravures abstraites.

## Fouille archéologique
Selon Delessard, lors du vidage de la chambre les cultivateurs découvrirent les squelettes d'une douzaine d'individus mais selon Tomasi ils ne trouvèrent que sept squelettes adultes (disposés côte à côte, la tête orientée à l'est) et un squelette d'enfant. Delessard ne découvrit que des cendres, des débris d'ossements humains, une lame et quelques silex. Tout ce mobilier est désormais perdu mais la meule dormante (0,75 m sur 0,62 m et 0,35 m d'épaisseur), signalée par Delessard, qui se trouvait à proximité du dolmen est conservée depuis 1989 dans les collections du Musée départemental de Préhistoire d'Île-de-France à Nemours.